# 3500 Kobayashi
3500 Kobayashi је астероид главног астероидног појаса са средњом удаљеношћу од Сунца која износи 2,239 астрономских јединица (АЈ).
Апсолутна магнитуда астероида је 12,7.